# Konstantin Konstantinovič Benckendorff
Konstantin Konstantinovič Benckendorff (in russo Константин Константиович Бенкендорф?, Konstantin Konstantinovič Benkendorf; Berlino, 22 ottobre 1816 – Parigi, 29 gennaio 1858) è stato un generale e diplomatico russo.

## Biografia
Konstantin Benckendorf nacque nel 1816 a Berlino, figlio del generale e diplomatico russo Konstantin von Benckendorff (1785-1828), di ascendenze tedesche, e da sua moglie Natalia Maksimovna, figlia del diplomatico Alopeus.
All'età di 16 anni, il 15 novembre 1832, venne elevato al rango di conte dell'Impero russo dal momento che suo zio, Alexander von Benckendorff, che era stato anche elevato al rango di conte poco prima, non aveva avuto alcun erede maschio. Dopo essersi diplomato al Corpo dei Paggi, iniziò il suo servizio nel Reggimento di Cavalleria delle Guardie dello zar e fu per qualche tempo aiutante del Ministro della Guerra, ma poi si trasferì nel Caucaso, dove prestò servizio sotto il comando dei generali A.A. Velyaminov e Robert Friedrich Freytag.
Il 26 marzo 1839 venne nominato aiutante di campo dello zar, ma dopo aver trascorso un breve periodo a San Pietroburgo, fece ritorno nel Caucaso. Nel 1844 venne promosso colonnello.
Nel 1845, al comando del 1º battaglione del reggimento di cacciatori Kura (che faceva parte dell'avanguardia del generale Passek), Benckendorf prese parte alla spedizione nel Dargin e venne insignito della IV classe dell'ordine militare di san Giorgio; durante l'assalto a Gerzel-aul venne gravemente ferito, motivo per il quale venne costretto a lasciare il servizio militare attivo ed a ripiegare su incarichi di natura diplomatico-militare durante la campagna ungherese (1849) e quella in oriente (1853-1855). Per qualche tempo (dal 1847 al 1849) fu addetto militare a Berlino. Il 7 agosto 1849 venne promosso maggior generale e rimase à la suite.
Il 17 aprile 1855 Benckendorff venne insignito del grado di aiutante generale e dal 1856 fino alla sua morte all'inizio del 1858 fu ambasciatore straordinario alla corte del regno di Württemberg. Il 30 agosto 1857 venne promosso tenente generale, mantenendo i precedenti incarichi e gradi. Morì nel 1858 a Parigi.
Pubblicò le sue memorie sulla spedizione nel Dargin in francese, a cura del principe Grigorij Grigor'evič Gagarin col titolo: "Benkendorf Constantin. Souvenir intime d'une campagne au Caucase pendant l'été de l'annee 1845".

## Matrimonio e figli

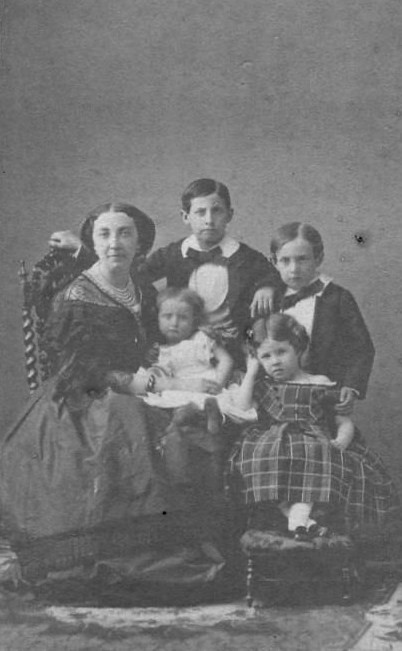
Louise de Croy con i figli

Sposò a Potsdam il 20 giugno 1848 la principessa Jeanne-Louise de Croÿ (1825-1890), figlia primogenita del principe austriaco Philip Franz de Croy e della principessa Giovanna di Salm-Salm. Sua moglie ricopriva l'incarico di prima dama della regina del Württemberg ed era dama dell'Ordine spagnolo della regina Maria Luisa (1855) e dell'Ordine di Santa Caterina (1865). I suoi figli, ad eccezione di Pavel Konstantinovich, vissero principalmente in Europa:
- Alexander (1849-1917), diplomatico, ambasciatore russo a Copenaghen e Londra.
- Konstantin (1851—?)
- Paul (1853-1921), aiutante generale, generale di cavalleria.
- Natalie (1854-1931), nel 1872 sposò con il principe Hermann von Hatzfeldt, duca di Trachenberg (1848-1933)
- Olga (1857-1926), sposò nel 1882 il marchese di Ca' del Bosco Alessandro Guiccioli, conte di Monteleone (1843-1922).